# Fernando Canales de la Cerda
Fernando Canales de la Cerda nació en el barrio San Martín de Sevilla, España en 1582 y falleció en Tarija, Perú (actual Bolivia) en 1638. Se casó en 1607 con Lorenza Belluga de Moncada y Figueroa, nacida en Osorno en 1587 y fallecida en la ciudad de Santiago de Chile en 1668. Era hija de Fernando Belluga de Moncada y de Marcela Figueroa. El capitán de caballos lanzas del Real Ejército de S.M., Fernando Canales de la Cerda, hijodalgo y noble español, nació en la ciudad de Sevilla, Andalucía, en la collación de San Martín, aproximadamente en 1582, porque no sabemos con certeza documental; y pasó adolescente luego de una estadía en Lima, al Reino de Chile, desembarcando en el puerto de Talcahuano, en Concepción, Chile, un día sábado 19 de marzo de 1605 a los 22 años de edad, en la expedición del gobernador Alonso García Ramón. Además es el fundador y genearca del apellido Canales en Chile

## Primeros años
Nacido en la collación de San Martín y criado en el seno de una familia de mercaderes y licenciados, fue hijo de Hernando Álvarez Canales de la Cerda, hijodalgo sevillano que se casó con Catalina Manuel de Ruiz Cerezo. Fueron sus abuelos paternos del factor real Alonso Núñez de Badajoz y Cecilia de Herrera. Fernando influenciado por las aventuras vividas por su tío Diego Canales de la Cerda en la Segunda Guerra del Bayano, en la conquista de la provincia de Las Esmeraldas y la armada de Filipinas, al igual que su tío decidió seguir la carrera militar en sus primeros años. Bautizado en la Iglesia de San Martín, Sevilla. En el barrio de San Martín de esa ciudad, vivió su niñez y adolescencia.
En 1588 cuando su padre,  Hernando Álvarez Canales de la Cerda, litigaba la causa de su hidalguía en la Real Audiencia y Chancillería de Valladolid, Fernando se encontraba junto a su madre Catalina en Sevilla y ya tenía 6 años de edad.
La familia paterna de Fernando era proveniente de Villamohol de Cea, algunos kilómetros al norte de Sahagún en León. Un antepasado suyo llamado Hernando Álvarez de Canales, hijodalgo notorio, vecino de Sahagún, se casó con Leonor Núñez de la Cerda que era de la noble y poderosa familia de los de la Cerda, estos últimos pasaron a residir primeramente a Toledo y después a Badajoz donde vivirían hasta sus últimos días. Su hijo Alonso Núñez de Badajoz, hijodalgo notorio, vecino de Sevilla pasó a residir en Sevilla en dónde se casó con Cecilia de Herrera, natural de la ciudad.

## Carrera militar
En 1604, sentando plaza de soldado voluntario en la ciudad de Lima, en la compañía del capitán Marcos Sandino de Sotomayor. desde allí embarcó en el puerto del Callao, el 1 de febrero de 1605, con el refuerzo de doscientos soldados del general Alonso de García Ramón, que venía a ocupar el cargo de gobernador de Chile.
El sábado 19 de marzo de 1605, desembarcó en la ciudad de Concepción del Reino de Chile. Sirvió en el Real Ejército luchando contra los mapuches, participando en la Guerra de Arauco durante doce años. Estuvo presente en las grandes batallas del Roble y Catiray. Fue alférez en 1614 y capitán de caballos lanzas en 1621. 
Gozó de notable importancia y consideración en la zona de Curicó, en 1628 fue agraciado con el título de Benemérito de Indias, haciéndose acreedor de reparto de tierras. Pasó a residir con su esposa en sus estancias ubicadas en Curicó, ostentando varios cargos públicos, entre ellos teniente corregidor de Curicó, corregidor, justicia mayor y capitán de guerra del partido de Colchagua, y tiempo después fue llamado por el virrey del Perú, a servir en el Alto Perú, actual Bolivia, en el corregimiento de esa localidad de la antigua Audiencia de Las Charcas, en donde falleció en 1638.
Llega a Chile desde el Perú por 1605, donde se radica en Curicó. Fallece en 1638 en el cargo de Corregidor de Tarija en el Alto Perú, mientras su mujer se encontraba en la ciudad de Santiago de Chile.

## Propiedades
Tras su participación en la Guerra de Arauco, recibió repartos de tierras en la zona de Curicó. La estancia que formó entre los años 1618 y 1628, tenía un total de 5800 cuadras, (9119 hectáreas de hoy). La parte principal estaba ubicada en el sector de Teno y Rauco, comprendiendo un total de 2500 cuadras repartidas en ambas riberas del río Teno. En el inventario de bienes que hizo su viuda en 1664 aparece como: Estancia principal, dos mil quinientas cuadras, con casa de adobes, bodega, capilla, molino, viña de cuatro mil plantas y arboleda.
El 2 de octubre de 1621, vende un retazo de terreno (concedido por Lope de Ulloa y Lemus) de 600 cuadras a Pedro Roldán B. ante el escribano Bocanegra.
Las condiciones en que recibió, en 1628, las 1.000 cuadras de terreno del antiguo pueblo de Rauco, eran de un suelo no trabajado pero de gran calidad. El río Teno, además, proveía un curso de agua caudaloso, que facilitaba el riego de viñas y sembradíos estacionales.
Le había tocado en estas distribuciones toda la comarca comprendida entre Teno y el estero de Chimbarongo, de sur a norte, y la cordillera y el pueblo de indios de Teno, de este a oeste. El gobernador Fernández de Córdova expidió además el 4 de diciembre de 1628 título de posesión a su favor, de las tierras vacantes que encerraban el Teno y el Lontué, de acuerdo a una solicitud hecha previamente en 1628, por Canales de la Cerda dirigida al rey:

«Don Luis Fernández de Córdova y Arce, señor de la villa de Carpio, veinticuatro de la ciudad de Córdova, del Consejo de su Majestad, su Gobernador y Capitán General de este Reino de Chile y Presidente de la Real Audiencia que en él reside, etc.: 

Por cuanto ante mí se presentó el memorial siguiente: 
El capitán don Fernando Canales de la Cerda dice:
Que está pobre y con obligación de mujer e hijos y que tiene necesidad de unas tierras para crianza de sus ganados. 
A V. Señoría pide y suplica sea servido de hacerle merced de todas las tierras que hubiera vacas entre los ríos de Tenu y Lontué, desde donde se juntan hasta su nacimiento, con todas las vertientes de la cordillera nevada corriendo del un río al otro, con todas las islas que cada río de los dichos hiciere desde el primer brazo que está arrimado al pueblo de Lontué y Ponigue viejo y tierras de Peteroa, que recibiera merced de V. señoría, y por mi visto el dicho pedimento en consideración de lo referido por la presente en nombre de su Majestad y como su Gobernador y Capitán General y en virtud de sus reales poderes, hago merced a vos el dicho capitán don Fernando Canales de la Cerda de todas las tierras que hubieren vacas entre los dichos ríos de Tenu y Lontué y conste según y de manera que las pedís y en el dicho memorial incorporado va referido y debajo de los linderos arriba declarados, estando vacas sin perjuicio de tercero que mejor derecho tenga a ellas, de los indios y sus reducciones, con sus entradas y salidas, usos, costumbres, aguas, montes y vertientes de rulos y servidumbres, para vos y vuestros herederos sucesores y para quien de vos u de ellos hubiere título y causa en cualquiera manera y las podáis vender y enajenar a quien quisieres como no sea a ninguna de las personas en derecho y costumbre prohibidas, pena de que haciéndolo contaréis hayáis perdido esta merced. Y mandado a todos y cualesquiera justicia de su Majestad de este Reino y a otra cualesquiera persona español que sepa leer y escribir, os den posesión real en forma de las dichas tierras y dada, en ella os amparen y defiendan y no consientan que seáis desposeído ni despojado de ellas sin primero ser oído y vencido por fuero y derecho, pena de doscientos pesos de oro para la Cámara de su Majestad y gastos de guerra por mitad; que es fecha en la ciudad de la Concepción en cuatro días del mes de diciembre de mil seiscientos y veintiocho años. 
Don Luis Fernández de Córdova y Arce.
Por mandado de V. Señoría.- Fernando Canales de la Cerda. 
En dieciséis días del mes de octubre de mil seiscientos y veintinueve años’. 
El capitán don Fernando Canales de la Cerda me pidió y requirió a mí, don Antonio de Torres Segarra, le dé la posesión de las tierras en este pliego contenidas, la merced hecha a dicho capitán don Fernando Canales de la Cerda por el señor Gobernador don Luis Fernández de Córdova y Arce.- Junto a un sotillo de maitenes donde dijeron haber vivido un indio... en una isla que hace al río de Lontué, ranchería; y por mi visto y ser informado ser dicho sitio, lo tomé por la mano al dicho capitán don Fernando Canales de la Cerda y por ella le metí en posesión de las dichas tierras, real, actual, y en señal de posesión se paseó por ellas, y como tomaba posesión de ellas quieta y pacíficamente sin contradicción de persona alguna. 
Lo pidió por testimonio a mí el dicho don Antonio, tomó la posesión en parte de las dichas tierras en presencia de Pedro de Silva y Pedro Cruz Rojano; de que doy fe. 
Y confirmamos todos tres de nuestro nombre:

Pedro de la Cruz Rojano.- Pedro de Silva.- Don Antonio de Torres Segarra».

El mismo año 1628, fue agraciado con el título de Benemérito del Reino de Chile, que lo hacía acreedor de las gracias del gobierno del Reino, con prioridad para oponerse a cargos públicos y repartos de encomiendas y mercedes de tierras.
El 16 de octubre de 1629, ante Antonio Torres de Segarra y en presencia de Pedro de Silva y Pedro Cruz Rojano, tomó solemne posesión de su título de demasías de la Isla de Curicó.
En el inventario de bienes de 1669, la viuda de Fernando Canales de la Cerda no conocía cuantas cuadras poseía porque: era un título de demasías que no se sabe la cantidad de cuadras. También poseía otro conjunto de 3.900 cuadras, en diferentes partes y que provenían de 6 títulos, tuvo además repartimientos de tierras en la zona del río Tinguiririca.
Los hijos de Fernando Canales de la Cerda en virtud del título de demasías de 1628, disputaron la posesión de las tierras de Curicó a Pedro Ugarte de la Hermosa. Cuyos títulos habían sido otorgados con posterioridad a los de Fernando Canales de la Cerda por el gobernador Lope de Ulloa y Lemos en 1618.
Para el trabajo de la estancia tenía: 12 esclavos negros traídos del Perú: 9 varones (Juan, Manuel, Pedro, Andrés, Francisco, Antonio, Juan chico, Antonillo y Pedro); y 3 mujeres. Los varones estaban tasados a: 500 pesos la pieza. Poseía además algunos esclavos indios, que estaban tasados en 200 pesos la pieza. Sin contar la servidumbre de mestizos.
La estancia también la había dotado con herramientas de diversas clases: azadones, hachas, azuelas, barrenos y gubias, que totalizaban: 14 aperos o piezas menores de labranza.
Las casas en que vivía el estanciero, estaban ubicadas hacia el lado de Teno habitando en ellas, cuando tuvo el cargo de corregidor de Colchagua, entre 1630 y 1631.
Alhajó su inmueble, con utensilios de plata labrada que hacían en total de 72 marcos de plata (16½ kilos de plata, por un valor de 613 pesos o 444½ ducados). Además de una Caja con cerradura y llave, sillas de montar hechas en el Reyno, Cajas, Escopetas, un Bufete, etc.
Construyó una Capilla en las cercanías de Chimbarongo, donde prestó servicios religiosos durante varios años a su cura doctrinero. Además la capilla fue ornamentada con 8 lienzos de: San Pedro, Nuestra Señora de los Remedios, San Luis de Navarra, Nuestra Señora de Santa Ana, San Francisco Javier, Nuestra Señora del Rosario, San Martín  y Nuestra Señora de la Concepción.
Dotó a su estancia de: 
- 1 molino.
- 1 arboleda de frutales europeos: limones, naranjos, manzanos, guindos y ciruelos.
- 1 viña con 4.000 plantas y 200 arrobas de vasija, con una capacidad para almacenar: 7.000 litros de vino.

Anexas a la casa habitación, se encontraba:
- 1 bodega doblada, cubierta de paja. Con un valor para la Viña de: 4.000 pesos y la bodega de Vasija: 200 pesos.

Los campos estaban relativamente, bien dotados de animales, contaba con: 
- 200 vacas de cierro y seña, que valían 4 patacones cada una.
- 1.500 ovejas a 1 y medio reales
- 1.000 cabras, que costaban 4 reales.
- 40 yeguas, que se tasan a 4 reales la unidad.
- 3 yuntas de bueyes, avaluadas en 10 pesos cada una.

La suma de todos sus bienes era: 17.068 pesos de plata . 

### Límites
Por el Norte y Oeste: estancias de Rauco y estancia del Valle de Harina de Ollopidén, ambas de Lázaro de Aránguiz Uriarte y Villarreal; estancia de Colicura (Rauco) del capitán Sebastián de la Raygada y Oro.
Por el Sur y Oeste, estaba: Luis González de Medina, administrador del pueblo de Indios de Teno, en 1604 y propietario de la estancia Quete–Quete.

### Inventario de bienes
El inventario de bienes de Fernando Canales de la Cerda, hecho por su viuda en 1664, era:
| Bienes                             | Cantidad                       | Precio unitario   | Precio total             |
| Negros esclavos varones            | 9                              | 500 pesos         | 4.500 pesos              |
| Indios esclavos varones            | Más de 1                       | 200 pesos         | Más de 200 pesos         |
| Vacas                              | 200                            | 4 pesos           | 800 pesos                |
| Ovejas                             | 1.500                          | 1 y ½ reales      | 281 pesos                |
| Cabras                             | 1.000                          | 4 reales.         | 500 pesos.               |
| Yeguas                             | 40                             | 4 reales.         | 20 pesos.                |
| Yuntas de bueyes                   | 3                              | 10 pesos.         | 30 pesos.                |
| Viña                               | 4.000 plantas                  | 4 reales. en 1700 | 2.000 pesos.             |
| Bodega de Vino                     | 200 arrobas de Vasija          | 1 p en 1700       | 200 pesos.               |
| Molino                             | 1                              |                   |                          |
| Arboleda                           | Completa                       |                   |                          |
| Estancias                          | 5.800 cuadras                  | 1 pesos.          | 5.800 pesos.             |
| Demasías                           | 3.000 cuadras en la cordillera | 4 reales.         | 1.500 pesos.             |
| Cubertería de plata                | 72 marcos = 16.560 gramos      |                   | 613 pesos.               |
| Lienzos al óleo                    | 8                              | 3 pesos.          | 24 pesos.                |
| Herramientas agrícolas             | 14 piezas menores              |                   |                          |
| Total del avalúo de bienes muebles |                                |                   | 16.468 pesos de 8 reales |

## Descendencia
Fernando Canales de la Cerda se había casado en 1607 con una pariente lejana, Lorenza Belluga de Moncada y Figueroa (hija del Capitán toledano Fernando Belluga de Moncada y Marcela de Figueroa, nacida en Osorno en el año 1587, y fallecida en Santiago de Chile, 1668, otorgó su testamento el 18 de septiembre de 1668, ante el escribano Pedro Vélez Pantoja en dicha ciudad. Fueron 6 sus hijos:
1. Juan Canales de la Cerda y Belluga de Moncada, el primogénito, nace en Santiago en 1620 y fallece en 1683 en la misma ciudad, Capitán de milicias. En 1638 pasó al Perú tras el fallecimiento de su padre. En 1650 fue vecino de Chillán, testó en 1683, había casado antes de 1648 con Florencia de Alvear, ancestros de la Familia Alessandri. Juan Canales de la Cerda es el tronco de los Canales en Chillán.
2. Marcela Canales de la Cerda y Belluga de Moncada, nace en Santiago de Chile, 1622 y fallece en 1696, casada con el capitán y corregidor de Colchagua Bartolomé Jorquera Meléndez.
3. Fernando Canales de la Cerda y Belluga de Moncada, nace en Santiago, 1630 y fallece en Chimbarongo, en diciembre de 1685, Regidor, Fiel ejecutor, Alcalde de Santiago de Chile, Capitán de infantería, contrajo matrimonio dos veces, en primeras nupcias con Juana María de León Gaete, fallecida en 1665; y en segundas nupcias en 1666 con María Seraín del Campo. Mantuvo también descendencia con Teresa Valiente de Elosu y Gajardo, relación de la cual nació el capitán Lorenzo Canales y Valiente de Elosu quién es el tronco de los Canales en Curicó.
4. Luisa Lorenza Canales de la Cerda y Belluga de Moncada, nace en Santiago de Chile, 1627, contrae matrimonio en 1650 con Francisco Maldonado Suárez Ortuño, Capitán y Corregidor de Colchagua en 1651, viuda se casa por segunda vez en 1655 con José de Arrué y Seraín.
5. Rufina Canales de la Cerda y Belluga de Moncada,  nace en Angol en 1625 y fallece en Concepción, contrajo matrimonio tres veces, en primeras nupcias con Juan de Fontalba-Angulo en segundas con Juan Malo de Molina; y en terceras con José de Figueroa y Pérez de Uribe.
6. Francisco Canales de la Cerda y Belluga de Moncada, nace en Santiago, 1632 y fallece el 23 de octubre de 1710 en la misma ciudad, Maestre de Campo, General, Capitán de Encomienda; agraciado con mercedes de tierras que se extendían desde la Palma a Teno y de Comalle a Rauco. El 3 de abril de 1669 es confirmado como fiel ejecutor de Santiago, testó ante Domingo de Oteíza en Santiago el 27 de marzo de 1706, contrajo matrimonio con Luisa de las Cuevas Salinas. Francisco Canales de la Cerda es el tronco de los Canales en Santiago.

Sus descendientes utilizaron indistintamente los apellidos Canales de la Cerda y Canales, siendo sus ramas principales las de Chillán, Colchagua, Santiago y Curicó